# Svart tinamo
Svart tinamo (Tinamus osgoodi) är en hotad fågel i familjen tinamoer som förekommer i Anderna.

## Utseende och läten
Svart tinamo är en stor (40–46 cm), svartaktig tinamo. Fjäderdräkten är helsvart utom sotfärgad buk och undre stjärttäckarna är rostfärgade med svarta band. Lätet är en sorgesam, fallande och darrande vissling som varar i cirka en minut.

## Utbredning och systematik
Svart tinamo delas in i två underarter med följande utbredning:
- Tinamus osgoodi hershkovitzi – förekommer i Anderna i södra och centrala Colombia
- Tinamus osgoodi osgoodi – förekommer i Anderna i sydöstra Peru

## Status
Svart tinamo tros ha ett litet bestånd uppskattat till endast mellanb 1900 och 4000 vuxna individer. Den tros också minska kraftigt i antal till följd av jakttryck och habitatförlust. Internationella naturvårdsunionen IUCN kategoriserar därför arten som sårbar.

## Namn
Fågelns vetenskapliga artnamn hedrar den amerikanske biologen Wilfred Hudson Osgood (1875-1947).